# 哈瑟费尔德
哈瑟费尔德是德国下萨克森州的一个市镇。总面积51.81平方公里，总人口12387人，其中男性6079人，女性6308人（2011年12月31日），人口密度239人/平方公里。